# Diachus auratus
Diachus auratus är en skalbaggsart som först beskrevs av Fabricius 1801.  Diachus auratus ingår i släktet Diachus och familjen bladbaggar. Inga underarter finns listade i Catalogue of Life.

## Bildgalleri

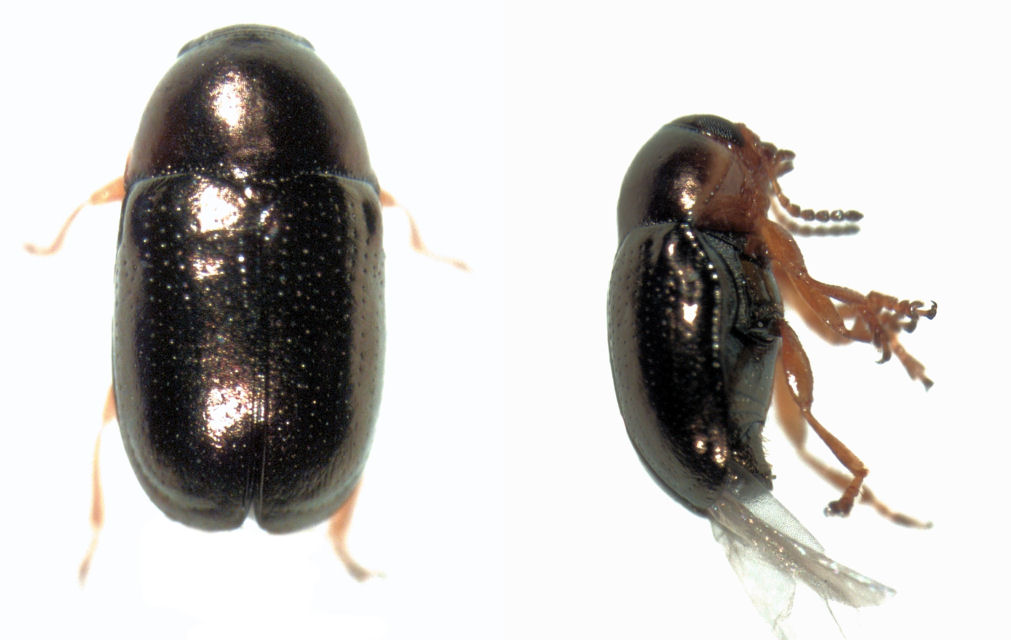
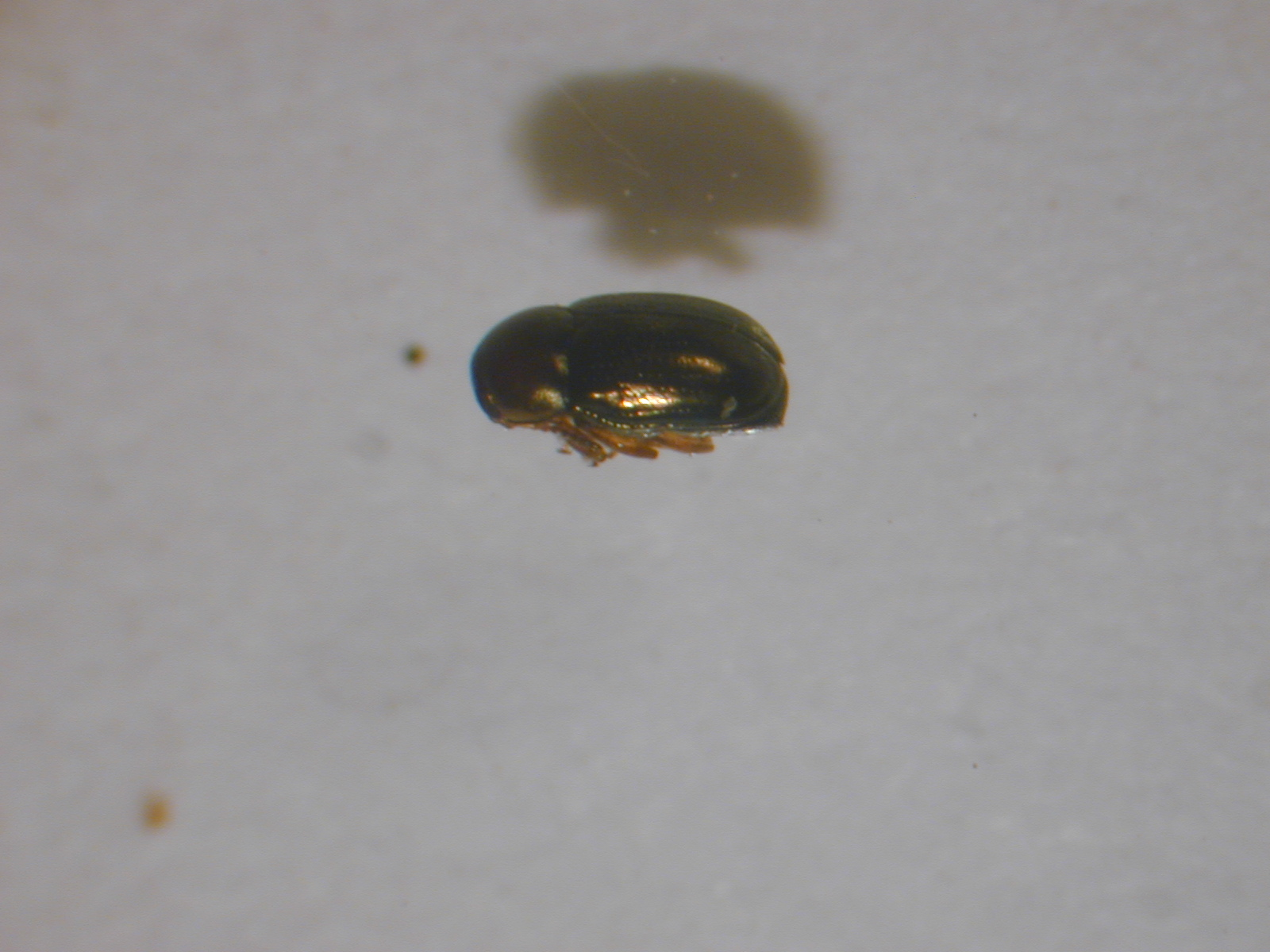
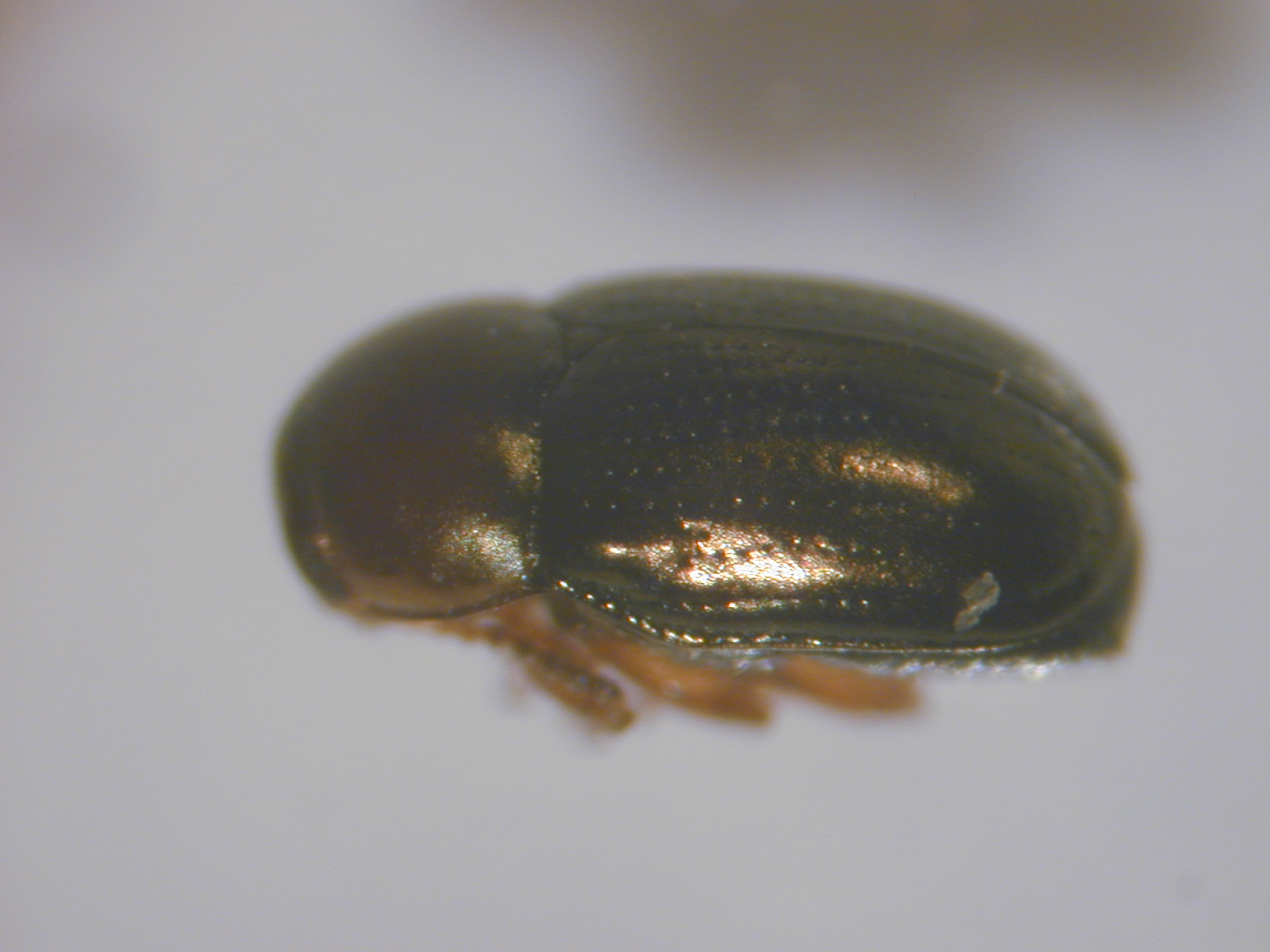